# 德高中心
德高中心（Texaco Centre），原名品質工業大廈（QPL Industrial Building），再前身名為恆盛工業大廈，是香港一座工業大廈，位於新界德士古道126-140號的荃灣工廠區內，在1981年落成，於2007年12月1日起改為現名，並進行翻新。自1988年由佳定集團負責物業管理。

## 歷史
大廈的舊址為落成不足十年的鈞益工業大廈，因鋼筋混凝土橫樑出現裂痕，可能有倒塌危險，於1980年3月18日被工務司署建築事務監督宣佈為危樓，並決定向法庭申請封閉令，限令廠戶90日之內搬出。其後當局於9月封閉大廈並下令拆卸，原址重建成現時的大廈。

## 建築
大廈樓高23層，建築面積約為50萬平方呎，單位面積約為2,475平方呎至4,276平方呎。停車場在地下兩層，有貨物起卸區，有物業管理、閉路電視、管理員等。由於是上市公司品質國際的總部，所以職員出入要拍卡。大廈升降機共有9部，包括載貨電梯6部，可承載5,500磅重物。

## 事件
- 2007年5月22日晚上，大廈6樓全層匯德電鍍廠發生三級火警，27歲消防員黃家熙因遇上閃燃不幸殉職，七名在場消防員亦被灼傷。[2]事發後三男一女工人被救出，7樓至9樓的外牆全告熏黑。[3]此事被香港電台改編為2012年單元電視劇《火速救兵II》第一集《閃燃報告》。

- 2010年1月4日，一名52歲有佩戴安全帶的工人在外牆棚架拆卸冷氣喉管期間，疑失足從20樓墜至15樓的棚架底撞穿底部竹枝，再摔落4樓平台，身首異處，四肢折斷喪生。[4]

## 相關
- 電鍍廠

## 外部連結
- 德士古道品質工業大廈，灑水系統被關閉，消防員黃家熙英勇殉職
- 品質工業大廈（页面存档备份，存于）
- 德高中心資料（页面存档备份，存于）
- 德高中心（页面存档备份，存于）